# Брокер (фильм)
«Брокер» (англ. Quicksilver) — американский художественный фильм 1986 года, поставленный режиссёром Томасом Майклом Доннелли по собственному сценарию.
Фильм вышел в прокат в США 14 февраля 1986 года.

## Сюжет
Молодой человек Джек Кэйси работает брокером в одном из дилинговых залов на Уолл-стрит. Благодаря своему чутью и интуиции у него вроде всё складывается благополучно — он наращивает свой капитал. Но за белой полосой выигрышей неожиданно следует крупный проигрыш. Джек пытается отыграться и… в итоге проигрывает на фондовой бирже все свои деньги и деньги своих родителей. Карьера брокера завершена.
После своей неудачи, разочаровавшись в профессии, Джек Кэйси пытается начать новый жизненный путь. Он молод, полон сил и устраивается посыльным на велосипеде в фирму Quicksilver в Сан-Франциско. Джек знакомится с новыми людьми из совершенно разных социальных слоёв общества. Ему нравится его работа, при этом она требует меньше ответственности и даёт больше свободы. Но его родителям, другу по бизнесу и подруге это не нравится — они пытаются уговорить его вернуться в бизнес.
На новой работе Джек сближается с одинокой девушкой Терри. Кроме того, он находит и нового друга — мексиканца Эктора, которому помогает решать финансовые вопросы, используя свои прошлые навыки и связи на Уолл-стрит. Но выясняется, что и у посыльных есть свои проблемы — некий гангстер Джипси (с англ. — «Цыган») вынуждает Терри и других посыльных перевозить наркотики и получать незаконный заработок. Помогая Терри выпутаться из грязных дел, Джек на своём велосипеде вступает в поединок с гонящимся за ним на автомобиле Джипси.

## В ролях
| Актёр          | Роль           |
| -------------- | -------------- |
| Кевин Бейкон   | Джек Кэйси     |
| Джейми Герц    | Терри          |
| Пол Родригес   | Эктор Родригес |
| Руди Рамос     | Джипси         |
| Лоренс Фишберн | Вуду           |
| Луи Андерсон   | Тайни          |
| Эндрю Смит     | Гэйб Каплан    |

## Оценки
На сайте-агрегаторе Rotten Tomatoes фильм получил рейтинг 13 % на основе 16 рецензий кинокритиков.

## DVD
На DVD фильм «Брокер» был выпущен 10 декабря 2002 года фирмой Sony.